# Akcja Rodewald
Akcja Rodewald – zamach przeprowadzony przez Kedyw Armii Krajowej 26 kwietnia 1944 roku w Warszawie na komendanta Schutzpolizei Oberstleutnanta Wilhelma Rodewalda    .

## Historia
Akcję przeprowadził oddział AK Pegaz - "Przeciw-Gestapo", który na początku 1944 roku przyjął taką nazwę zastępując nią poprzednią "Agat" - "Anty-Gestapo". Jednostka miała duże doświadczenie w przeprowadzaniu zamachów na niemiecki aparat terroru w okupowanej Polsce. Wykonała szereg wyroków na niemieckich nazistach w wielu akcjach specjalnych takich jak akcja Bürkl, akcja Kretschmann, akcja Kutschera i innych  .
Pegaz przystąpił do akcji 26 kwietnia 1944 roku o godzinie 8:45. Plan został skopiowany z akcji Kutschera i przewidywał zatrzymanie samochodu, którym jechał Rodewald, ostrzelanie go oraz zabicie celu. Zamiar udało się zrealizować. Zamachowcy ostrzelali auto i doprowadzili do kraksy zagradzając ulicę swoim własnym samochodem. Niemiecki szofer oraz pasażer zginęli w strzelaninie. Dopiero po akcji okazało się, że zastrzelonym Niemcem nie był Rodewald lecz Oberstleutnant Schutzpolizei Erwin Gresser - dowódca 17. pułku policji .